# ミズカマキリ
ミズカマキリ（Ranatra chinensis、水蟷螂、水螳螂、水鎌切）は、カメムシ目・タイコウチ科に分類される水生昆虫（水生カメムシ類）の一種。その名の通りカマキリに似ているが、全く別の仲間である。

## 分布
分布は日本全域に渡る。国外では台湾、朝鮮半島、ロシア極東部、中国に分布する。

## 形態・生態
体長40 - 50mm。体は細長く、体色は暗褐色である。雄の呼吸管は体長より長く、雌の呼吸管は体長とほぼ等しい（左図参照）。水田や池沼の水中に生息し、タイコウチなどに比べて深い水深を好む傾向がある。これは同じニッチを占める2種が共存するための「棲み分け」だと考えられる。
その細長い体ゆえか飛行能力は水生カメムシ類の中で最も高く、昼間でも頻繁に飛ぶ。これは生息範囲を広げるのに有効で、一旦生息環境が失われ再び環境が回復した水域への回帰、人工水域への移入定着が本種は進みやすい。市街地近くの池沼でも観察されることがある。

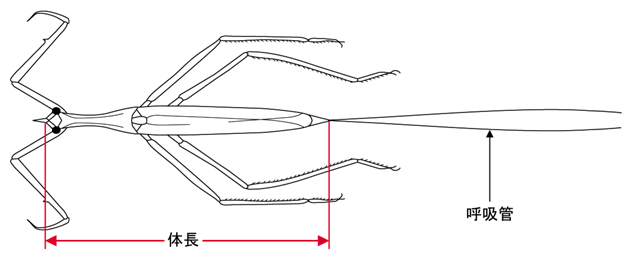
体長と呼吸管の長さ対比

水質汚濁にはある程度の耐性があるが、農薬に対しては弱く、全国的に減少傾向にある。長崎では絶滅危惧I類、福岡では準絶滅危惧種に指定されている。
肉食性で、他の昆虫や小魚、オタマジャクシなどを餌とする。優れた飛行能力を有する反面、水中での動きはやや鈍く、タイコウチ以上に遊泳能力は低い。専ら水草、水没草本、枯死植物体などの足場に付着してそれらに擬態しつつ静止し、捕食対象の到来を待つ。鎌状の前肢で捕らえた獲物には口吻を刺し、消化液を送り込んで溶けた肉液を吸う（体外消化）。消化には非常に時間がかかり、大きな獲物なら時に15時間以上も採餌し続けることがある。吸収した後の死骸はそのまま捨てる。
4月頃に目覚めた成虫は5 - 7月になると交尾をし、雌が単独で産卵をする。産卵は陸上の苔など湿った柔らかい場所を選んで、尾端を何度もその中に差し込むようにして行う。細長く白い卵にはヒゲのようなものが先端に2本付いているが、これには卵の呼吸を補助する役割があると考えられている。10日ほど後に孵化した幼虫は、すぐ成虫と同じように水中生活を始め、5回ほど脱皮を繰り返した後、約40日で成虫となる。11月頃になると、水底の物陰で成虫越冬をする。

## 近縁種
日本で観察できる近縁種に、ヒメミズカマキリとマダラアシミズカマキリが知られる。
[[ヒメミズカマキリ]]（Ranatra unicolor）
体長が25 - 30 mmと小さく、呼吸管が体長よりも明らかに短いことからミズカマキリと識別できる。全国に分布するが、ミズカマキリに比べて個体数はかなり少ない。ヒシの葉柄の浮嚢など水生植物の組織に産卵管を突き刺して卵を産み付けるため、生活史を通じて陸や水際に依存する度合いが極めて少ない。水面に落ちた小昆虫を主な餌としていることが知られている。
[[マダラアシミズカマキリ]]（Ranatra longipes）
ヒメミズカマキリに似るが、中肢の基部と節に黒い紋がある点で区別される。日本以外では台湾や東南アジアに分布するが、日本では沖縄の八重山列島が分布の北限だと考えられる希少種である。